# 奈比多中央車站
奈比多中央車站是位在緬甸首都奈比多的火車站，是緬甸國內最大的車站之一，可通往仰光、曼德勒等地。